# Yaigne
Die Yaigne (im Oberlauf: Ruisseau de Guines) ist ein Fluss in Frankreich, der im Département Ille-et-Vilaine in der Region Bretagne verläuft. Sie entspringt im Gemeindegebiet von Cornillé, entwässert generell Richtung Südwest bis West und mündet nach rund 27 Kilometern im Gemeindegebiet von Nouvoitou als rechter Nebenfluss in die Seiche.

## Orte am Fluss
- Domagné
- Ossé
- Châteaugiron
- Nouvoitou